# Medienarbeit

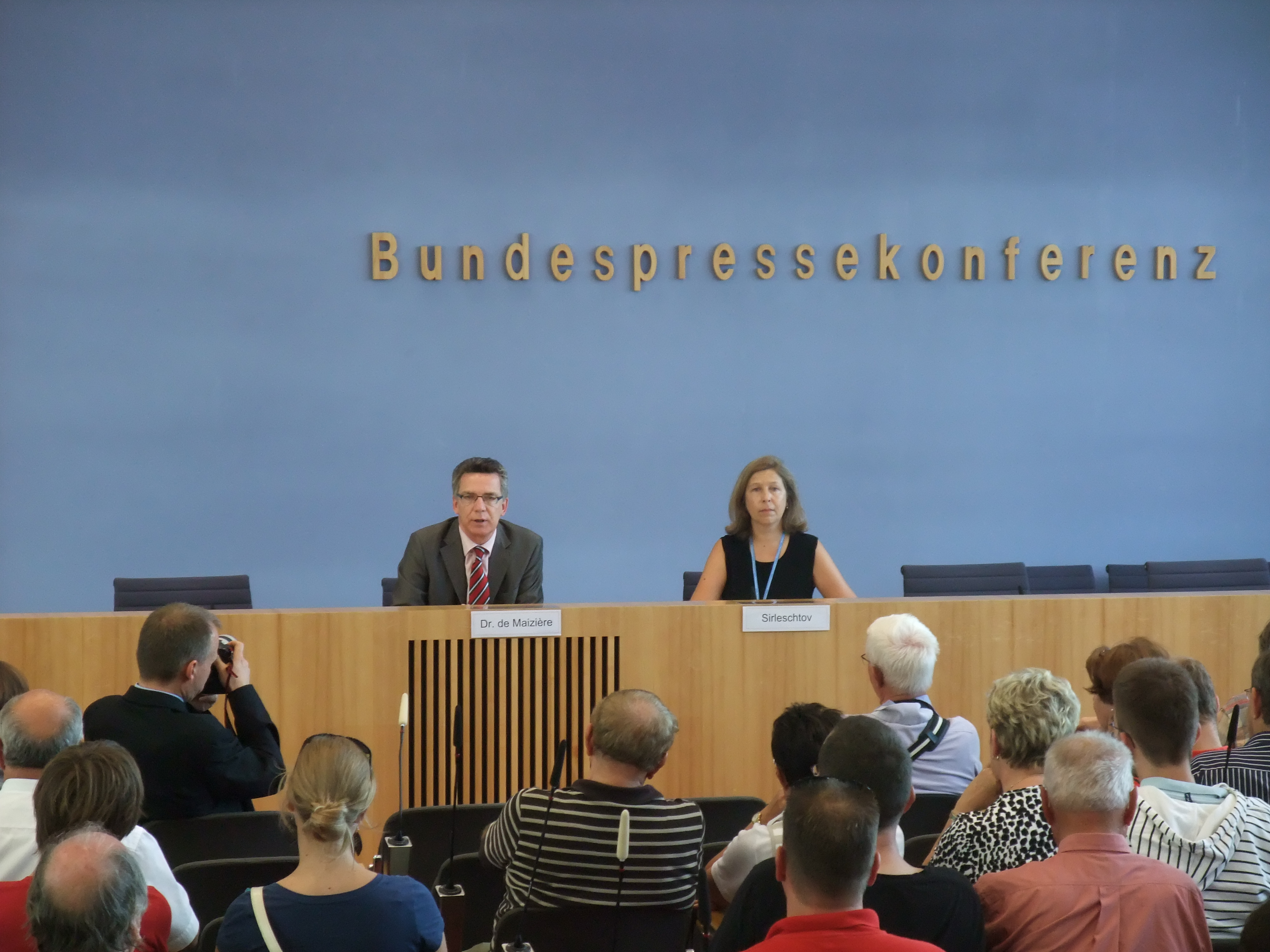
Bundespressekonferenz als typischer Ort der Medienarbeit der Regierung

Medienarbeit (englisch Media Relations) bezeichnet das Aufgabenfeld der Öffentlichkeitsarbeit, das sich auf die Bereitstellung von Informationen für die Massenmedien (Presse, Hörfunk, Fernsehen sowie Onlinemedien), die Nutzung von elektronischen beziehungsweise digitalen Medien für die gezielte Platzierung eigener Botschaften sowie die Herstellung und Verbreitung von Medienerzeugnissen durch Organisationen bezieht. Die hauptsächliche Anspruchsgruppe der Medienarbeit sind Journalisten. Bezieht sich die Arbeit explizit auf die Presse, wird von Pressearbeit gesprochen.
Mittlere bis große Unternehmen und weitere Organisationen haben speziell auf die Medienarbeit ausgerichtete Organisationseinheiten, die im Normalfall Teil der Kommunikationsabteilung sind (neben der Marketing- bzw. Kundenkommunikation, internen Kommunikation und Investor Relations). Diese Abteilung wird oftmals Pressestelle genannt, obwohl sich die Arbeit auch auf Fernseh- oder Radiojournalisten beziehen kann. Weitere Einrichtungen der Medienarbeit sind Pressezentren, z. B. auf Messen.
PR-Agenturen oder Redaktionsbüros bieten als Teil ihres Dienstleistungsspektrums auch Medienarbeit für Organisationen, vor allem Unternehmen, an.

## Instrumente
Instrumente der Medienarbeit sind Pressekonferenzen und Journalisten-Events, Presseeinladungen sowie Pressemitteilungen. Wegen der Einschränkung dieser Begriffe auf den Bereich der Presse, wird auch von Medienmitteilungen gesprochen, um alle Journalisten einzubeziehen. Im englischen Sprachraum wird daher statt Press conference auch News conference verwendet.
Weitere journalistische Formate der Pressearbeit, neben der Pressemitteilung, sind: Autorenbericht, Fachbericht, Feature und Interview. Diese Formate sollen den Redaktionen Variationsmöglichkeiten im redaktionellen Teil einer Publikation ermöglichen, ohne großen Aufwand für die Recherche und das Erstellen.

## Ziel und Zielgruppen
Redaktionelle Veröffentlichungen erhöhen die Chance, dass über die Organisation berichtet wird und damit eine allgemeine Relevanz erreicht wird.
In der Medienarbeit verdient die Differenzierung von zwei Zielgruppen (Öffentlichkeiten) besondere Beachtung. Man unterscheidet zwischen Empfängern von Medienbotschaften und Journalisten. Redaktionen aller Mediengattungen sind auf Informationen aus den unterschiedlichsten Quellen angewiesen und nur die wenigsten von ihnen stützen sich auf große Redaktionsstäbe und feste Korrespondenten-Netze. Mediendienstleister fungieren als Mittler zwischen Unternehmen und empfangenden Redaktionen.
Medienarbeit bedeutet in der Ergänzung zur Pressearbeit (Presse und Verlagshäuser) auch Informationsbereitstellung für Verbände, Hochschulen, Online-Plattformen (z. B. YouTube, Wikipedia etc.), Blogs oder Social Media. Kanäle der Medienarbeit können auch die interne Kommunikation, der Newsroom auf der eigenen Homepage oder Newsletter an Kunden sein.

## Umfeld
Das Wettbewerbsumfeld unterteilt sich in fünf Klassen von Anbietern: PR-Agenturen, Redaktionsbüros, nischenspezifische Pressedienstleister, Materndienste und Pressemitteilungs-Distributoren. Diese lassen sich hinsichtlich des Umfanges ihrer Angebotspalette und ihrer Ausrichtung unterscheiden.

### PR-Agenturen
PR-Agenturen sind Dienstleistungsunternehmen, deren Leistungen und daraus erzielte Umsätze überwiegend aus Aktivitäten im Bereich Öffentlichkeitsarbeit resultieren.
Darin unterscheiden sie sich wesentlich von Werbeagenturen und Unternehmensberatungen.
Generell differiert der Markt nach Leistungsangeboten, Branchenspezialisierungen sowie
unterschiedlichen strategischen Ausrichtungen.

### Redaktionsbüros
Redaktionsbüros sind kleine Dienstleister mit einem oft branchenbezogenem oder/und journalistisch geprägten Fachangebot. Dies umfasst das Erstellen von pressetauglichen PR-Formaten und deren Verteilung. Überwiegend kommen Mitglieder von Redaktionsbüros aus Redaktionen oder der Industrie und bieten ihre Branchen- und Fachkenntnisse an. Für Redaktionen gelten die qualitativen Ansprüche und beruflichen Erfahrungen von Redaktionsbüros oft als medienkompatibler als Formate von PR-Agenturen.

### Pressedienstleister
Das Angebot der Pressedienstleister entspricht der verbraucherorientierten Pressearbeit.

### Materndienste
Materndienste bedienen einen sehr speziellen Bereich der Pressearbeit. Die Veröffentlichungen werden meist in Wochenzeitungen/Anzeigenblättern und zum Teil durch bezahlte Anzeigenräume erzielt. Das Angebot umfasst ressort- und themenorientiertes Material, das bereits fertig umbrochen als druckfähige Vorlage verwendet werden kann. Die auf diese Art erstellten Beiträge in redaktionellem Gewand können direkt in die Seitenerstellungs-Programme der Verlage importiert werden. Dieses Vorgehen muss sich des Öfteren mit dem Vorwurf der Schleichwerbung auseinandersetzen, da oft ohne journalistische Veranlassung eindeutig auf Unternehmen, ihre Erzeugnisse und Leistungen hingewiesen wird. Veröffentlichungen in redaktioneller Optik, die aber eigentlich Anzeigen sind, müssen entsprechend gekennzeichnet werden, um sie eindeutig von redaktioneller Arbeit zu unterscheiden.

### Pressemitteilungs-Distributoren
Unter Pressemitteilungs-Distributoren sind Unternehmen zu verstehen, die sich alleine auf den Versand von unternehmenseigenen Pressemitteilungen spezialisiert haben. Das heißt, es werden keine Veränderungen an den Pressemitteilungen vorgenommen, sondern nur die Verbreitung dieser Texte an die Medien übernommen.
Ein Geschäftsmodell besteht darin, Presseportale im Internet anzubieten, in denen Pressemitteilungen platziert werden können. In diesen Fällen gibt es keinen Redaktionsfilter.

## Kritik
Die Zusammenarbeit zwischen den Medien und den Pressedienstleistern wird von Kritikern häufig missbilligt und als Schleichwerbung interpretiert.
Der Deutsche Presserat hat diesbezüglich einen Beschluss verfasst, indem er innerhalb seiner Statuten in der Richtlinie 7.2 eine Spezifizierung folgendermaßen vornimmt: „Die Verantwortung der Presse gegenüber der Öffentlichkeit gebietet, dass redaktionelle Veröffentlichungen nicht durch private oder geschäftliche Interessen Dritter oder durch persönliche wirtschaftliche Interessen der Journalistinnen und Journalisten beeinflusst werden. Verleger und Redakteure wehren derartige Versuche ab und achten auf eine klare Trennung zwischen redaktionellem Text und Veröffentlichungen zu werblichen Zwecken. Bei Veröffentlichungen, die ein Eigeninteresse des Verlages betreffen, muss dieses erkennbar sein.“ Schleichwerbung wird in diesem Sinne definiert als Information, die über ein begründetes öffentliches Interesse sowie über ein Informationsinteresse der Leser hinausgeht.
Die Grenzen zwischen begründetem Leserinteresse und Schleichwerbung verlaufen zunehmend fließend und die Verbindlichkeit der publizistischen Richtlinien des Deutschen Presserats ist unbestimmt. Im Rahmen der verbraucherorientierten Pressearbeit werden werbefreie Artikel angestrebt, die die journalistischen Kategorien Aktualität und Solidität der Information als Leitbild beinhalten. Die Artikel sollen dem Leser signalisieren, dass sie objektiv und selbst recherchiert sind und klar von Werbung abgrenzbar sind.
Faktisch sind Redaktionen mit begrenzten Personalkapazitäten jedoch darauf angewiesen, Informationen von Medienarbeitern zu erhalten. Einerseits können die Inhalte, sofern gefiltert und überprüft, in die eigene Arbeit einfließen ohne selbst aufwendig recherchieren zu müssen (Unterstützungsfunktion), andererseits können Formate auch wichtige Hintergrundinformationen liefern oder Anstoß zu einer Recherche der Redaktion (Impulsfunktion).
Siehe auch: PR-Artikel und Advertorial.